# John Charles Burkill
Pour les articles homonymes, voir Burkill.
John Charles Burkill (né le 1er février 1900 à Holt, dans le comté de Norfolk; mort le 6 avril 1993 à Sheffield) est un mathématicien britannique, qui travaille dans le domaine de l'analyse.

## Formation et carrière
Burkill est scolarisé à la Saint-Paul School, à Londres et étudie après avoir remporté une bourse de recherche de 1917, et après un temps de service en tant que soldat durant la Première Guerre mondiale, il est à partir de 1919 au Trinity College de l'Université de Cambridge. En 1921, il obtient son diplôme et continue à l'Université. En 1922, il obtient son doctorat à Cambridge avec une thèse portant sur les intégrales de surfaces. En 1924, il est professeur à l'Université de Liverpool. En 1929, il est de retour à Cambridge en tant que maître de conférences et membre du Peterhouse, ce qu'il est jusqu'à la fin de sa carrière. En 1961, il est lecteur. En 1967, il part d'abord en retraite mais reprend, de 1968 à 1973, le poste de Maître au Peterhouse College.

## Travaux
Burkill travaille dans le domaine de l'analyse réelle et spécialement la théorie de l'intégration (l'intégrale de Burkill est nommée d'après lui) et publie plusieurs ouvrages connus en leur temps.
Il est marié depuis 1928 à Greta Braun avec qui a trois enfants. Ensemble, ils prennent en charge un grand nombre de réfugiés quittant l'Allemagne pendant le régime national-socialiste pour aller en Angleterre, et ils adoptent deux de ces enfants, dont le mathématicien Harry Burkill. Harry Reuter (de) est également accueilli par eux en tant que réfugié provenant d'Allemagne.

## Prix et distinctions
Il est lauréat en 1923 à Cambridge du prix Smith et il reçoit en 1948 le prix Adams.
En 1953, il est élu membre de la Royal Society,,.

## Publications
- The Lebesgue Integral, Cambridge University Press 1951
- First course in mathematical analysis, Cambridge University Press 1962
- (en) John Charles Burkill et H. Burkill, A Second Course in Mathematical Analysis, CUP, 2002 (lire en ligne).
- The Theory of ordinary differential equations, Interscience, Oliver and Boyd 1956